# Titularbistum Trofimiana
Trofimiana war eine antike Stadt in der römischen Provinz Byzacena bzw. Africa proconsularis in der Sahelregion von Tunesien.
Das Bistum Trofimiana (lat. Dioecesis Trofimianensis) ist ein ehemaliges Bistum der römisch-katholischen Kirche und heute ein Titularbistum.
| Titularbischöfe von Trofimiana |                                  |                                                                                             |                  |                 |
| Nr.                            | Name                             | Amt                                                                                         | von              | bis             |
| 1                              | Jaime Garcia Goulart             | emeritierter Bischof in Díli (Osttimor)                                                     | 31. Januar 1967  | 27. Januar 1971 |
| 2                              | Emiliano Kulhi Madangeng         | Weihbischof in Montagnosa, Koadjutorvikar, Apostolischer Vikar von Montagnosa (Philippinen) | 24. April 1971   | 6. Mai 1997     |
| 3                              | Maksymilian Leonid Dubrawski OFM | Weihbischof in Kamjanez-Podilskyj (Ukraine)                                                 | 7. April 1998    | 4. Mai 2002     |
| 4                              | Robert Harris                    | Weihbischof in Sault Sainte Marie (Kanada)                                                  | 26. Oktober 2002 | 8. Mai 2007     |
| 5                              | Pierre Nguyên Van Kham           | Weihbischof in Ho-Chi-Minh-Stadt (Vietnam)                                                  | 15. Oktober 2008 | 26. Juli 2014   |
| 6                              | Joseph V. Brennan                | Weihbischof in Los Angeles (Vereinigte Staaten)                                             | 21. Juli 2015    | 5. März 2019    |
| 7                              | Bernard Laloo                    | Weihbischof in Shillong (Indien)                                                            | 8. Februar 2025  |                 |